# Турчинці
Ту́рчинці — село в Україні, у Городоцькій міській територіальній громаді Хмельницького району Хмельницької області. Населення становить 590 осіб.

## Географія
У селі річка Вітка впадає у річку Потік Сорока.

## Історія
| Село Турчинці розташоване за 10 верст (10,67 км) на захід від м. Кузьмин і на такій самій відстані на схід від м. Сатанів. Місцевість в кліматичному відношені хороша; ґрунт — чорнозем. Православного населення нараховувалось 398 чоловіків і 429 жінок; римо-католицького 288 чоловіків і 279 жінок; всі вони — селяни, котрі займаються землеробством. Турчинці — поселення древнє, воно входило до складу Сатанівських маєтків Одровожнів і їх нащадків, потім належали Івановським, ще пізніше Тарновським. Перший відомий в селі храм в честь Різдва Пресвятої Богородиці був дерев'яний і побудований в 1724 році. В 1888 році до нього прибудовані дзвіниця і пономарня(вівтар). Церковні землі: 1,9 десятин садиба, 27,2 десятин — орні землі, ліси і сінокоси займали 9 десятин землі. Церковно-приходська школа діяла з 1886 року. |
Після реформи 1861 року у поміщицькій економії села Турчинців змушені були працювали селяни із Сатанова.
7 (20) листопада 1917 року, відповідно до Третього Універсалу Української Центральної Ради, увійшло до складу Української Народної Республіки.
Храм зруйнований в середині 30-х років місцевими активістами.
12 червня 2020 року, відповідно до розпорядження Кабінету Міністрів України № 727-р «Про визначення адміністративних центрів та затвердження територій територіальних громад Хмельницької області», увійшло до складу Городоцької міської громади.
19 липня 2020 року, в результаті адміністративно-територіальної реформи та ліквідації Городоцького району, увійшло до складу новоутвореного Хмельницького району.

## Герб та прапор
Затверджені 23 листопада 2017 р. рішенням № 10 XX сесії сільської ради VII скликання. Автори — В. М. Напиткін, К. М. Богатов, П. Б. Войталюк.
В зеленому полі золота прялка. В срібній главі червоно-чорний вишитий український орнамент. Щит вписаний у золотий декоративний картуш і увінчаний золотою сільською короною. Унизу картуша напис «ТУРЧИНЦІ».
Символізує традиційні промисли, а також легенду про походження назви від турка (зелений колір), який, закохавшись у місцеву дівчину (вишита глава), залишився жити у цих місцях.

## Населення

### Мова
Розподіл населення за рідною мовою за даними перепису 2001 року:
| Мова       | Кількість | Відсоток |
| ---------- | --------- | -------- |
| українська | 583       | 98.81%   |
| російська  | 7         | 1.19%    |
| Усього     | 590       | 100%     |

## Земляки
- Онкович Дмитро Юліанович (1934—2011) — український поет і перекладач.
- Стеньгач Віталій Володимирович (1922—1996) — український радянський господарник, громадський діяч. Голова колгоспу «Україна» Дунаєвецького району Хмельницької області, Герой Соціалістичної Праці (22.03.1966), учасник Другої світової війни, офіцер НКВС. Депутат Верховної Ради УРСР 8—9-го скликань.

## Галерея

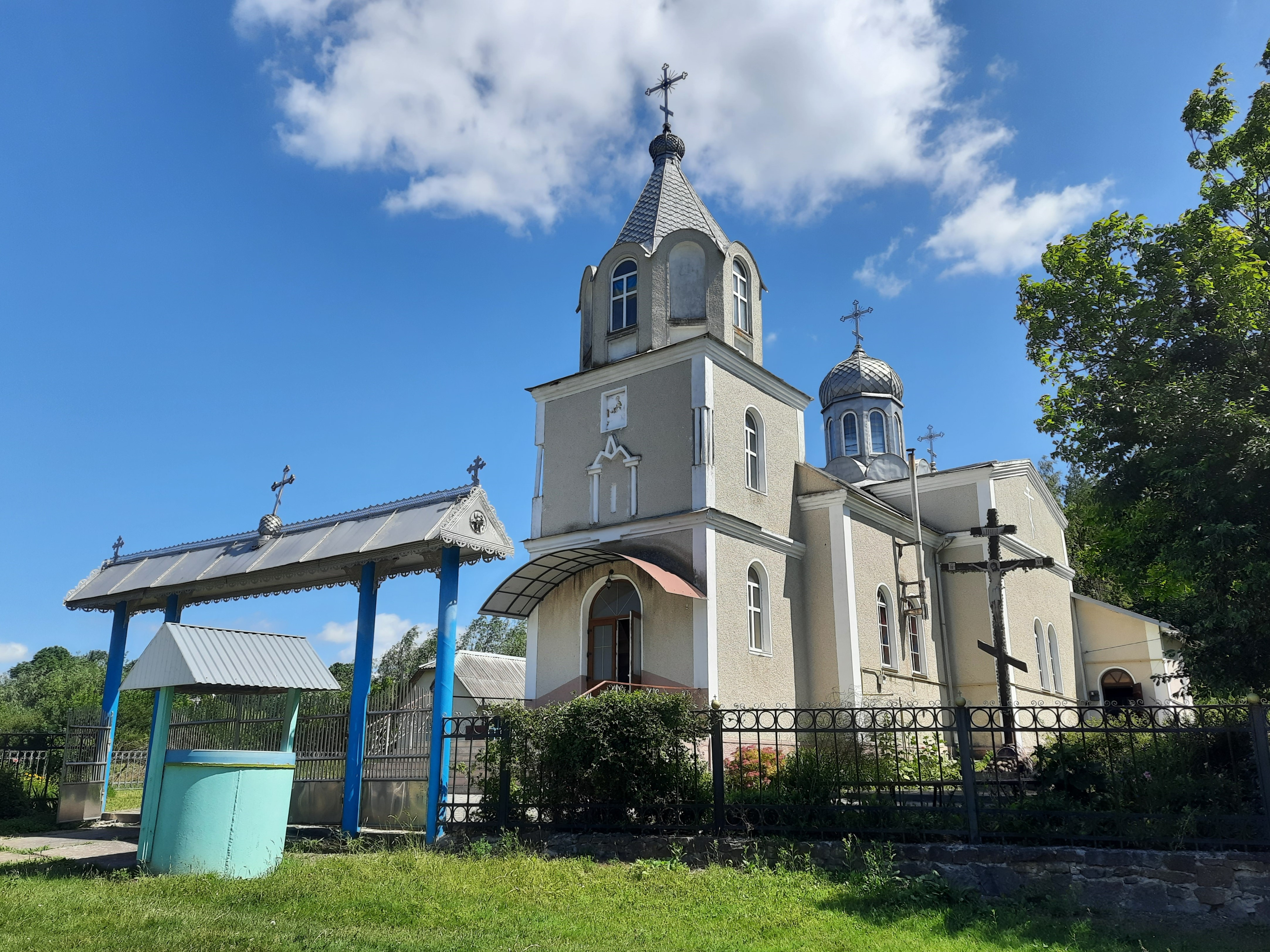
Церква Різдва Пресвятої Богородиці
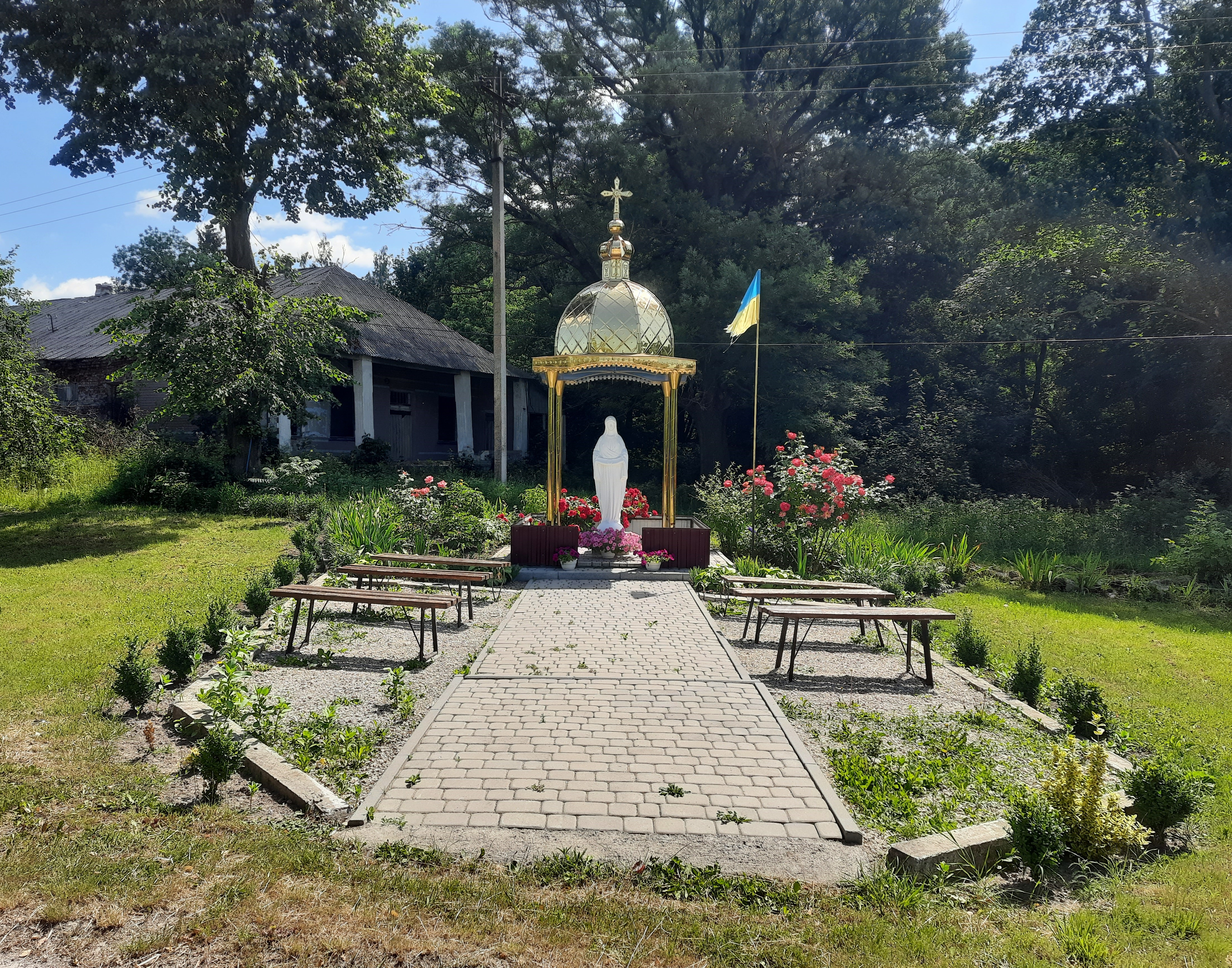
Статуя Божої Матері
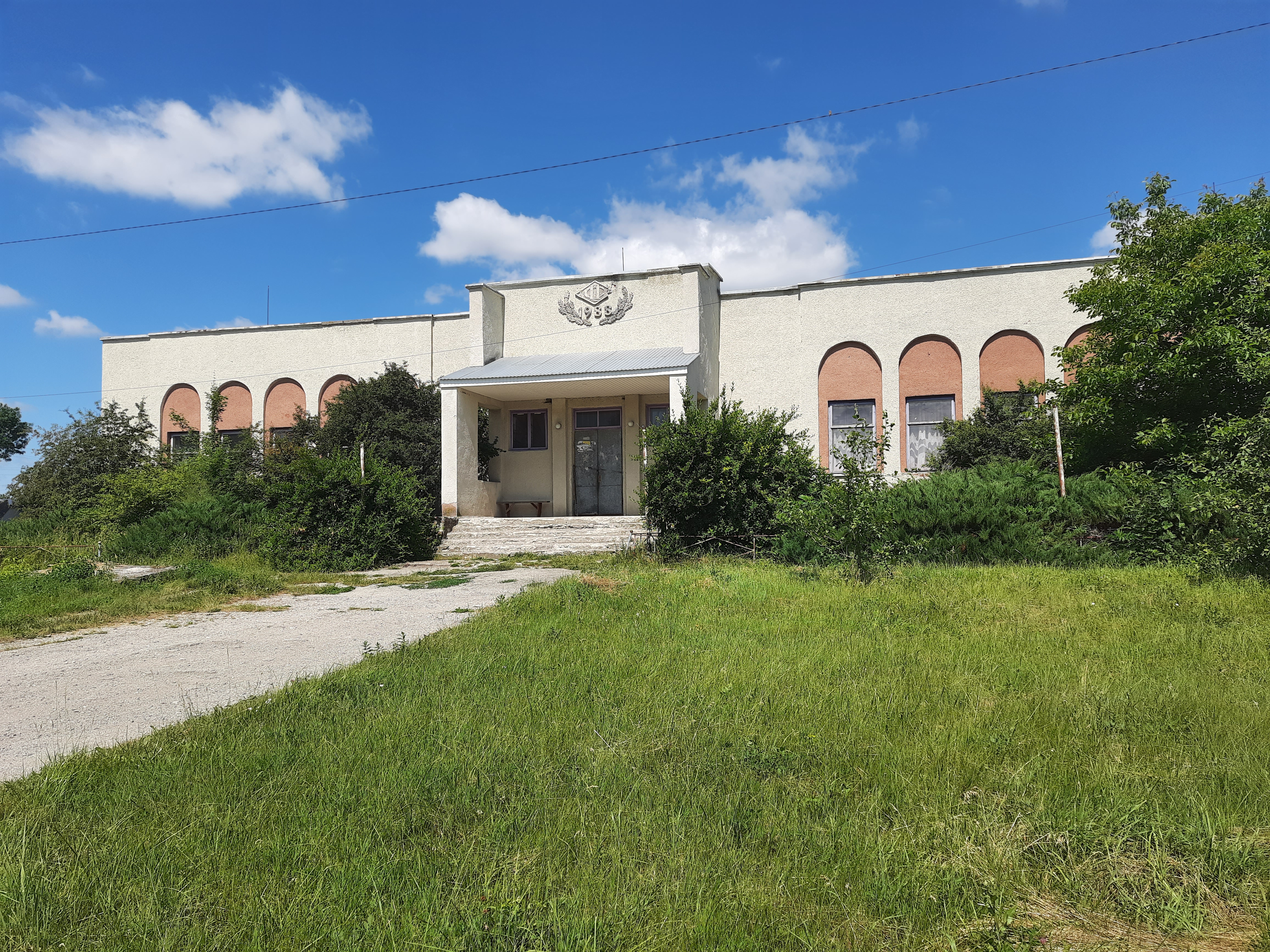
Клуб
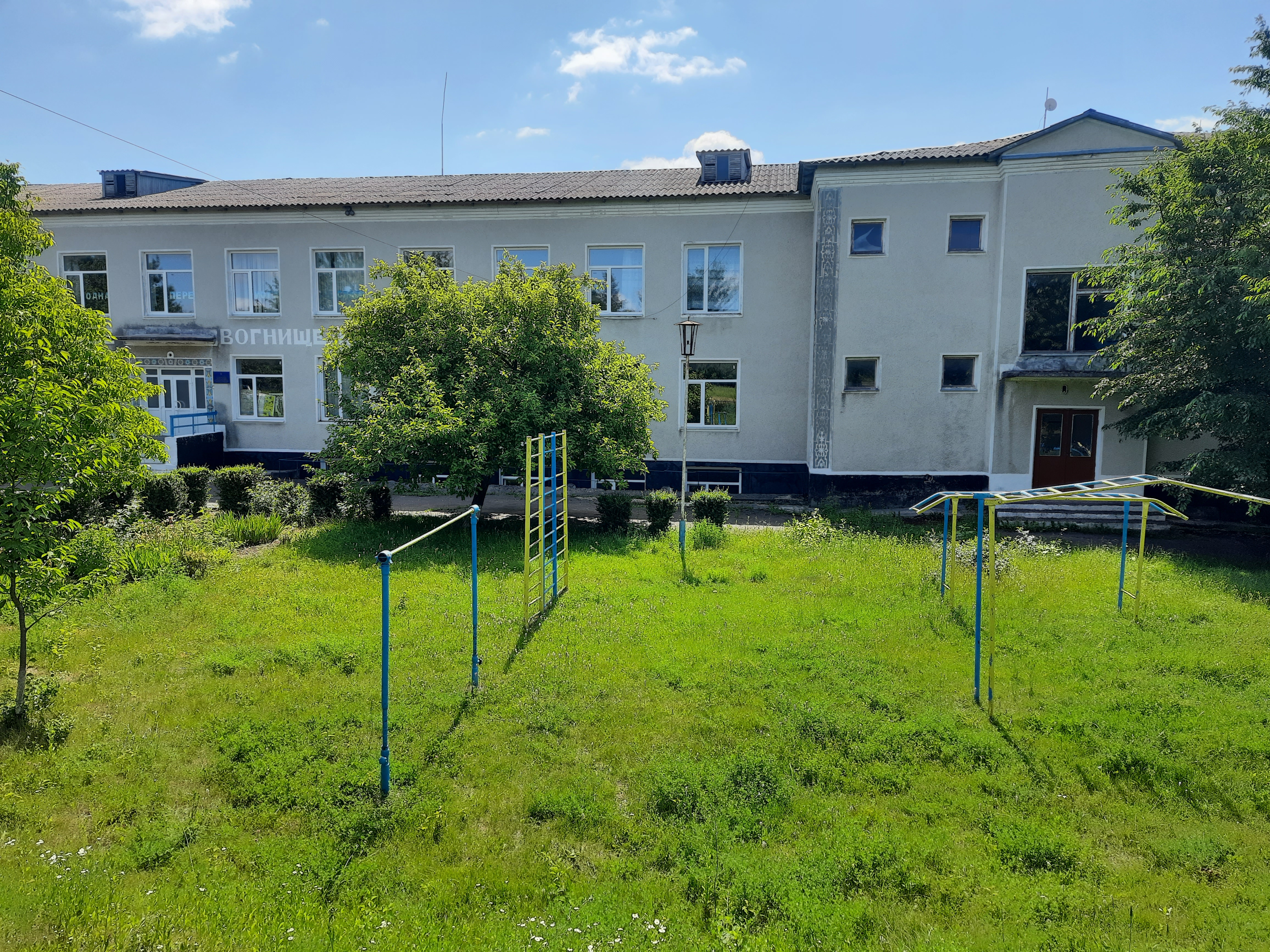
Школа
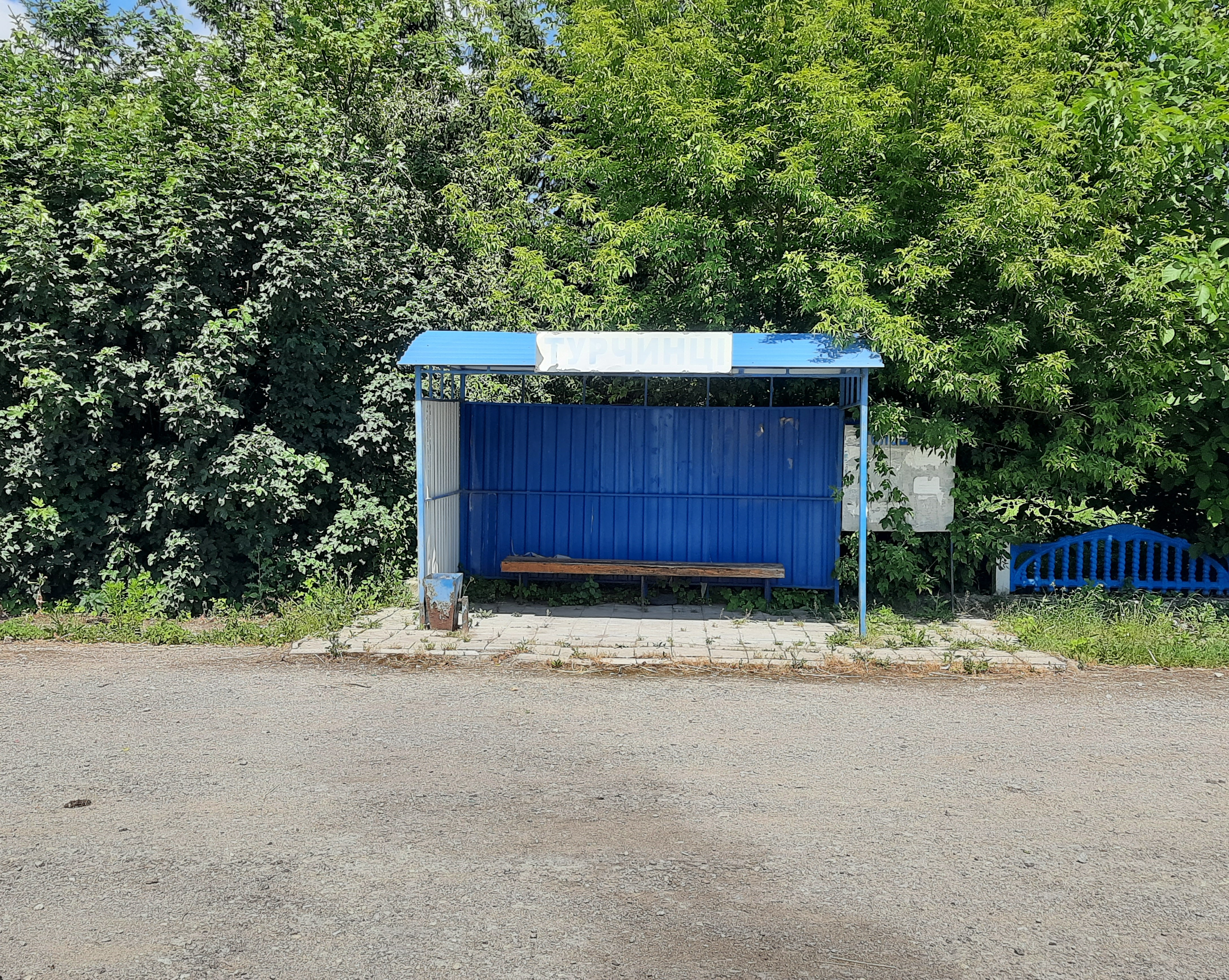
Автобусна зупинка
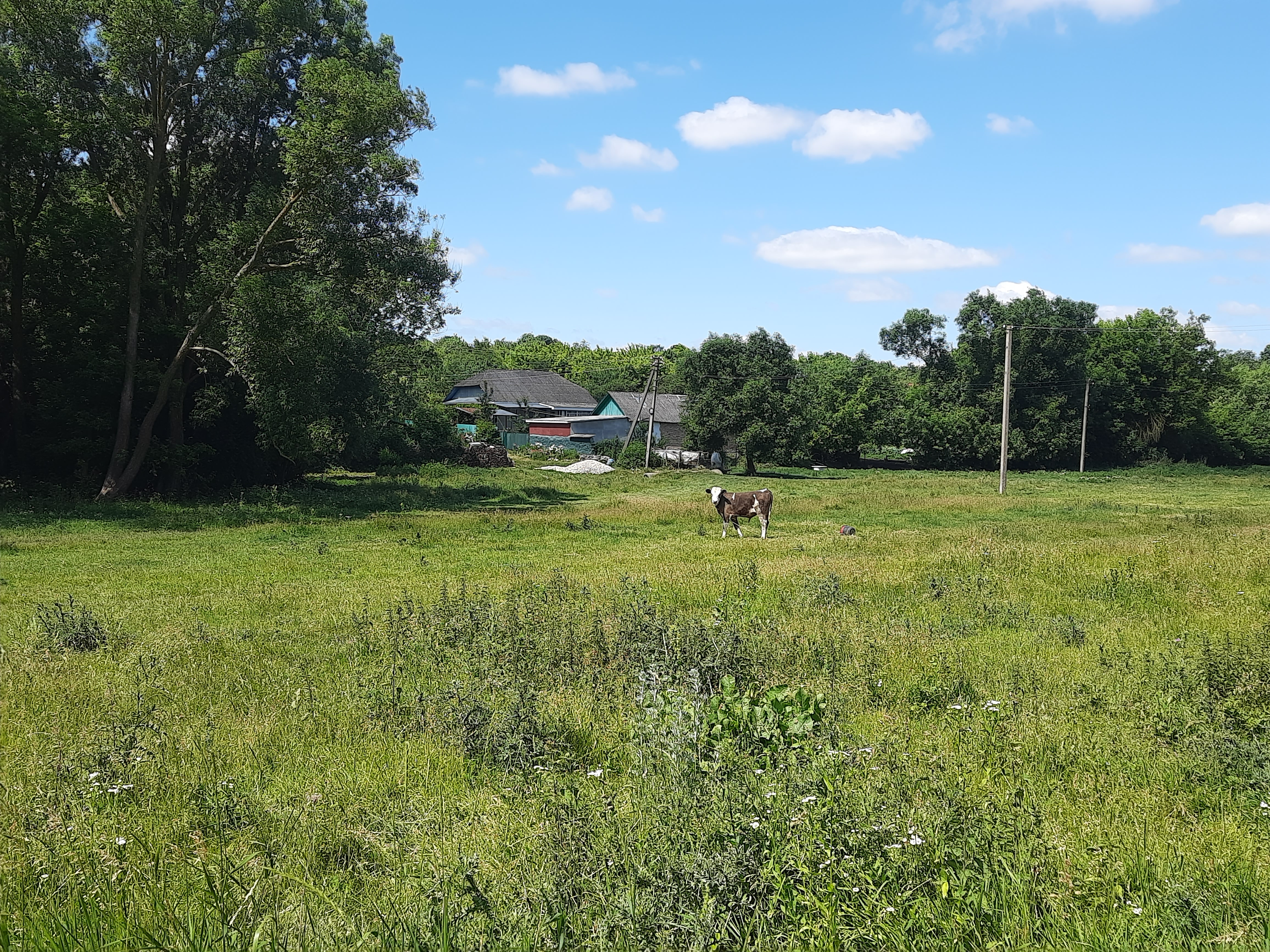
Сільський пейзаж.
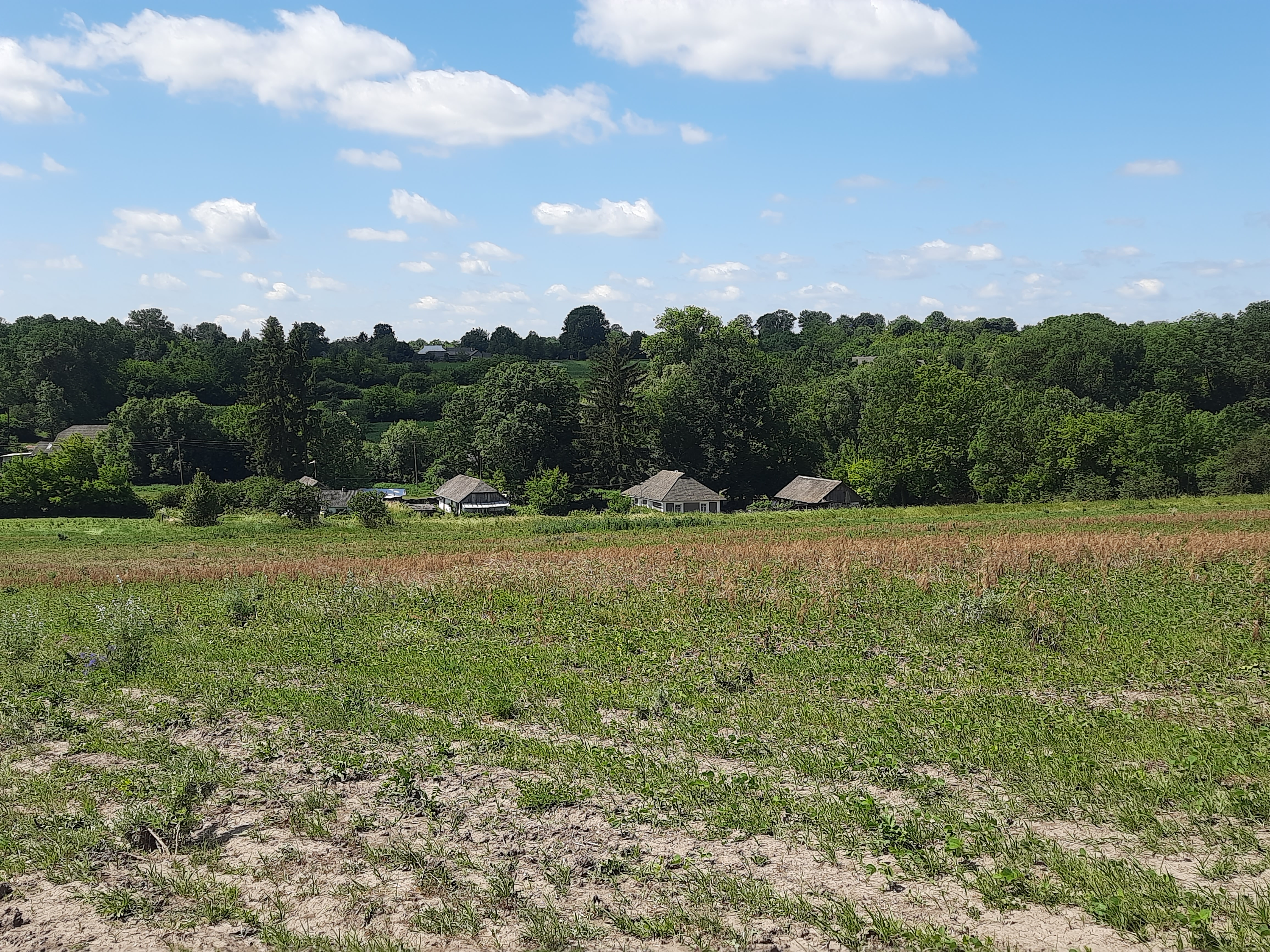
Сільський краєвид
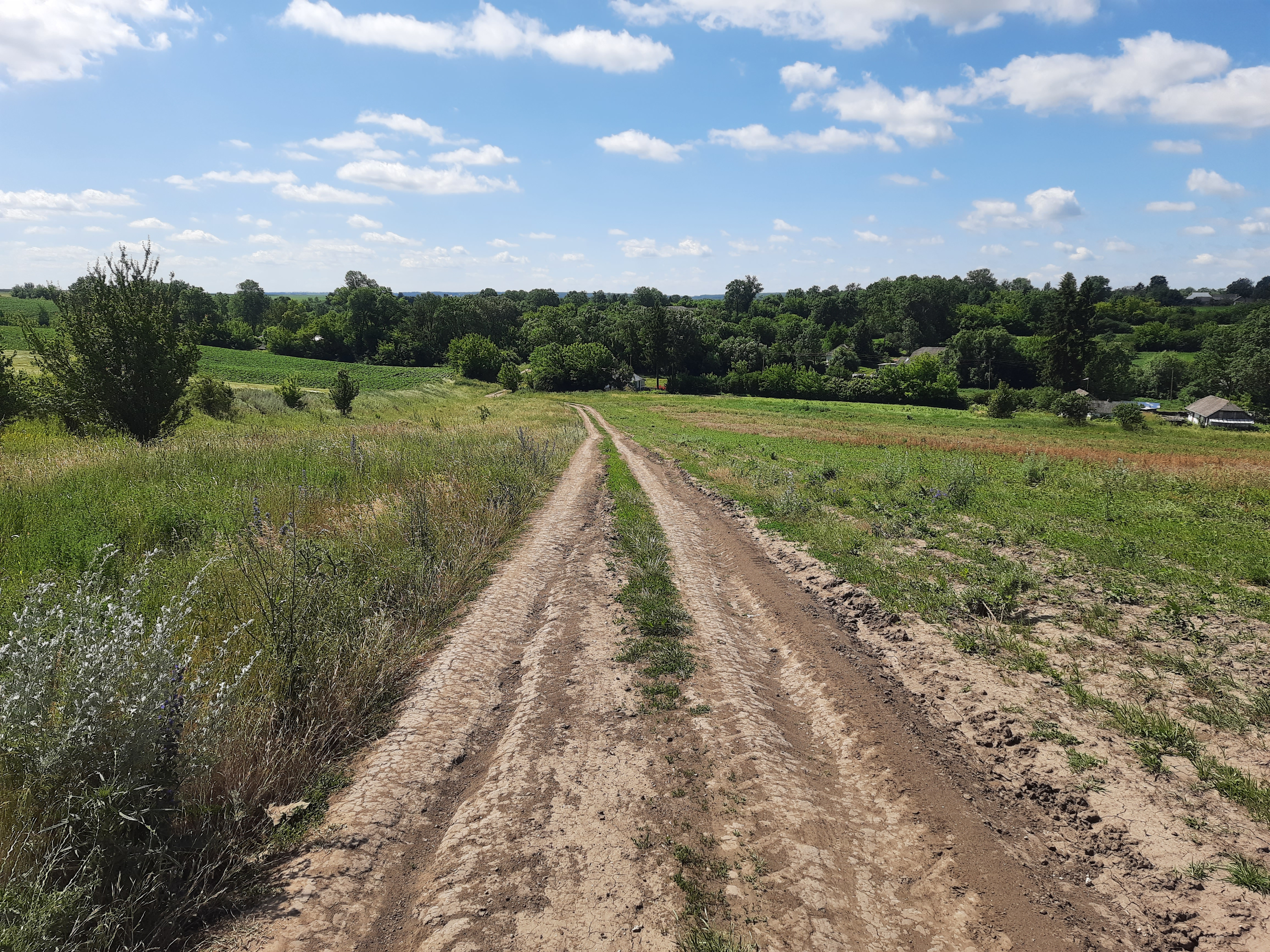
Околиця села